# Heinkel He 8
Heinkel He 8 je bila izvidniška amfibija nemškega porekla iz konca 20. let 20. stoletja. Razvita je bila na zahtevo danske mornarice, ki je s svojimi letali hotela konkurirati švedskim He 5.
Poleg novega Armstrongovega motorja se je od njegovih prednikov razlikoval tudi po konstrukciji ohišja. Do nemškega aneksiranja Danske je bilo v uporabi 22 letal, en primer pa je služil tudi v Luftwaffe. Ostali so bili shranjeni ali dani v muzejsko rabo.
Poznana je tudi različica z motorjem Packard 3A-2500 z oznako He 31.

## Uporabniki
Danska
- Kraljevska danska mornarica

 Jugoslavija (pod imenom He 8 Zmaj)

## Specifikacije
Podatki iz Jane's all the World's Aircraft 1931
Splošne značilnosti
- Posadka: 3
- Dolžina: 1,65 m (5 ft 5 in)
- Razpon kril: 16,8 m (55 ft 1 in)
- Višina: 4,4 m (14 ft 5 in)
- Površina kril: 45 m2 (480 sq ft)
- Teža praznega letala: 1.675 kg (3.693 lb)
- Bruto teža: 2.650 kg (5.842 lb)
- Pogon letala: 1 × Armstrong Siddeley Jaguar 14-cilindrični dvovrstični zračno hlajeni radialni batni motor, 320 kW (430 hp)
- Propelerji: št. lopatic: 2 kovinski propeler

Zmogljivost
- Maks. hitrost: 212 km/h (132 mph; 114 kn)
- Višina leta: 5.600 m (18.373 ft)
- Hitrost vzpenjanja: 2,8 m/s (550 ft/min)
- Čas do višine: 1.000 m (3.300 ft) v 3 min 12 s: 5.000 m (16.000 ft) v 28 min'
- Obremenitev kril: 61,8 kg/m2 (12,7 lb/sq ft)
- Razmerje moč/teža: 142 lb/hp (86 kg/kW)

Oborožitev

- Strelno orožje: 1 × fiksna naprej streljajoča 8 mm (0,315 in) Madsen machine gun, 1 × nazaj usmerjena 8 mm (0,315 in) Madsen strojnica
- Bombe: 12 × 05 kg (11 lb) bombe